# Daniel Guzmán (actor)
Daniel García-Pérez Guzmán (Madrid, 21 de septiembre de 1973), conocido como Daniel Guzmán, es un actor, guionista y director de cine español.

## Biografía

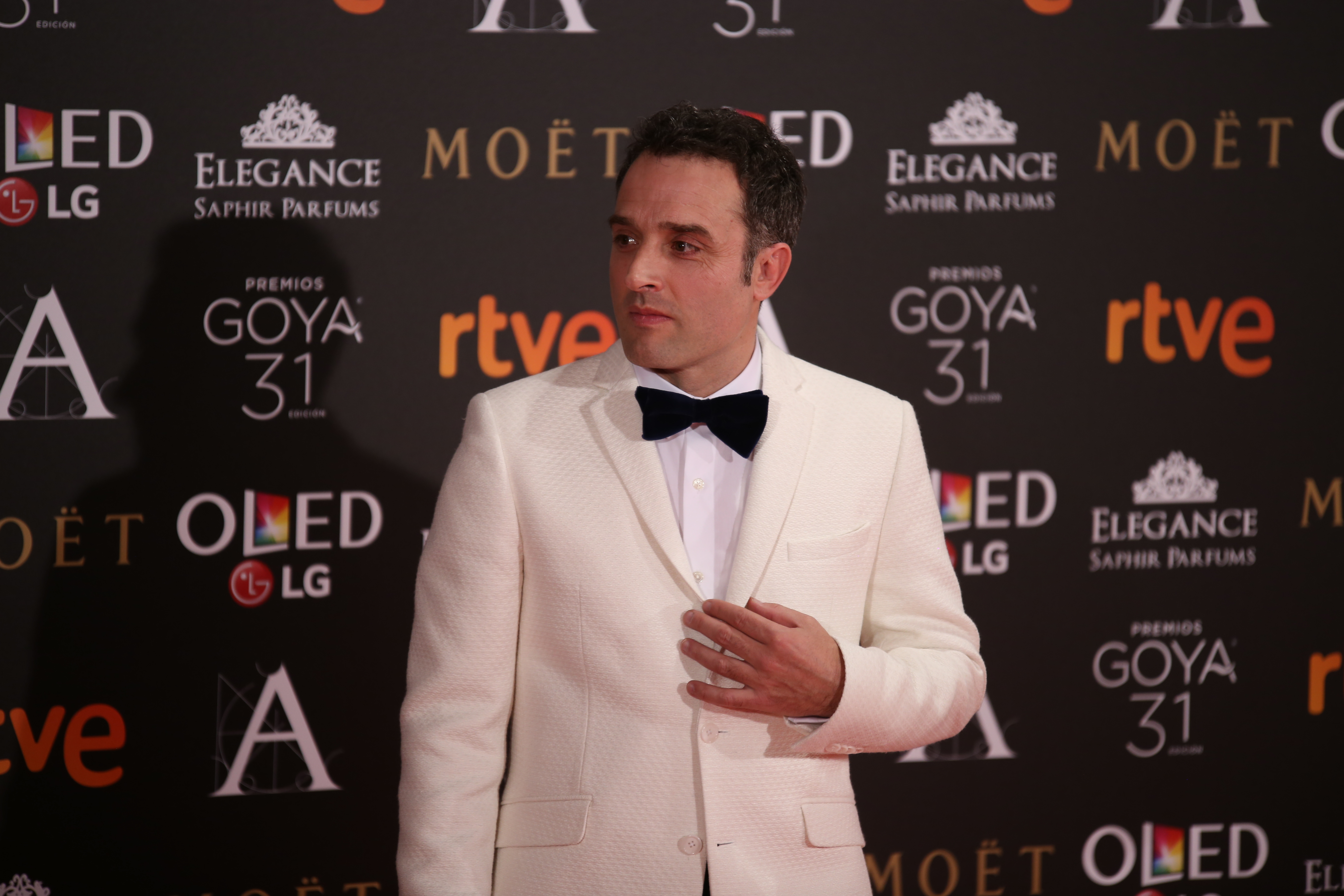
Daniel Guzmán en los Premios Goya 2017.

Se crio en el barrio de Aluche de Madrid, donde durante su juventud se dedicó a pintar bajo el seudónimo de Tifón pese a tener a una gran parte del vecindario de Aluche en contra de las pintadas que hacía con la intención de protestar contra las cosas del mundo con las que no estaba de acuerdo, como por ejemplo la Guerra del Golfo.
Dicha actividad le granjeó cierta fama, hasta el punto de coprotagonizar en 1990 un Docudrama llamado Mi Firma en las Paredes para el programa de reportajes Crónicas urbanas para RTVE . Daniel quedó fascinado con la experiencia y decidió convertirse en actor, llegándose a matricular en los laboratorios de William Layton. También se formó en la Escuela Universitaria de Artes TAI de Madrid. A pesar de su entusiasmo, empezó a preparar las oposiciones de bomberos —a fin de tener algo estable por si acaso su carrera como actor no prosperaba— y se sufragaba sus gastos preparando los escenarios de los conciertos de artistas como Luz Casal. En el teatro consiguió papeles en obras como: La dama boba (1993), Fronteras (1993) y Peter Pan (1994).
Varios golpes de suerte consecutivos le decidieron a desistir de dichas oposiciones, y dedicarse de lleno a la interpretación. En 1994 Fernando León de Aranoa le ofrecía un personaje de su cortometraje Sirenas. A continuación obtuvo pequeños roles para las películas Hola, ¿estás sola? y Puede ser divertido. Poco después encabezó el reparto de Eso (1997), bajo la dirección de Fernando Colomo, en la que Daniel interpretó a Domingo, un veintañero obsesionado por perder la virginidad. En 1995 la directora de casting Sara Bilbatúa aprovechó la imagen ofrecida en ese film de Daniel como representante de una juventud desorientada para incluirle en el reparto de Éxtasis, donde encarnó a un delincuente cuyo mejor amigo (Rober: Javier Bardem) era confundido con el hijo perdido de un hombre maduro. Por su papel Daniel Guzmán logró una candidatura de la Unión de Actores al mejor intérprete revelación. Su siguiente largometraje, Suerte, confirmaba ese perfil, ya que su personaje (Toni) se dedicaba a atracar bancos ante la falta de ingresos para empezar una vida con su novia.
En televisión por el contrario cambiaba de registro en la serie Menudo es mi padre (1997), donde le tocaba defender el papel de estudiante ejemplar. Dicho trabajo le permitió penetrar más en el mundo del largometraje.
Tras un cameo en Barrio, Daniel consiguió papeles destacados en El grito en el cielo y en Rewind. En teatro el actor estrenó Yonquis y yanquis (1996-1997) y Joe Killer (1998). 
Como reconocimiento a su trabajo, la Academia de las Artes y las Ciencias Cinematográficas le ofreció presentar junto a Adrià Collado y Joel Joan el Premio Goya a la mejor actriz revelación concerniente a 1999. Los tres actores aprovecharon la ocasión para parodiar la rivalidad entre los jóvenes en esa profesión.
Daniel regresó aquel año a la televisión en la serie Policías, en el corazón de la calle (2000-2003) donde encarnó a Rafael, un policía indisciplinado que en su juventud había traficado con las drogas, y que se veía obligado a ir arrestando a sus antiguos compañeros hasta que una bala lo dejaba parapléjico. Junto a Josep Maria Pou -encargado de dar vida al comisario- fue candidato al Fotogramas de Plata al mejor actor de televisión. Diego Martín, Héctor Colomé, Lola Dueñas, Laura Pamplona y Andrés Lima fueron otros de sus compañeros.
Guzmán compaginó el rodaje de la serie con otros trabajos, entre los cuales destacó Cuando todo está en orden (2002), donde interpretó a un ex-drogadicto que debía retomar las riendas de su vida, y que le valió una mención especial en el Festival de Málaga. En televisión encarnó a Severo Ochoa, en la miniserie Severo Ochoa. La conquista de un Nobel.
Por aquellos años retomó su actividad política al participar activamente en las movilizaciones contra la Guerra de Irak, durante las cuales llegó a ser arrestado por la policía.
La grabación de Policías finalizó. Daniel aprovechó la circunstancia para acometer su salto a la dirección de cortometrajes, Sueños (2003), donde ahondaba más en el retrato de ese treintañero que añoraba una niñez quebrada por la súbita irrupción de la muerte. Su confrontación con ese mundo que ya había dejado atrás hace mucho le valía una recompensa: el Premio Goya al mejor cortometraje de ficción del año.
En televisión participó en la serie London Street (2003), interpretando a Paco, un estudiante afincado en la capital del Reino Unido, capaz de aprovecharse de todos sus amigos, y que era rechazado por una joven llamada Ajo (Ana Álvarez), todavía enamorada de su ex prometido, Adolfo (Luis Merlo), un masajista bisexual. La serie quedó suspendida, pero Merlo y Guzmán se volverían a reencontrar las caras ese mismo año en Aquí no hay quien viva (2003-2006), donde también se reencontraría con Laura Pamplona y Diego Martín. En ella Guzmán encarnó a Roberto, un dibujante de cómics licenciado en arquitectura, que se despedía de la casa familiar para establecerse con su novia Lucía (María Adánez), de la cual se separaría debido a su miedo a abandonar la infancia y restablecerse en el mundo adulto. La serie obtuvo el Premio Ondas y  con ese motivo en el programa Lo + Plus lo entrevistó, haciéndole coincidir con la cantautora Luz Casal y Alejo Sauras, su antiguo vecino. Guzmán aprovechó los huecos de rodaje para compaginar otras actividades, entre ellas el boxeo, deporte en el cual hizo su debut profesional en 2005 durante un combate benéfico en León cuya recaudación fue a parar a la Cruz Roja; apenas unos meses antes de haber terminado su interpretación de un boxeador en la película A golpes, enseñando a Natalia Verbeke, su compañera de reparto, las técnicas pugilísticas. A este título le siguió Arena en los bolsillos -donde incorporó a un orientador de centro de menores cuya propia vida está poco encauzada- y Mia Sarah, donde interpretó a Gabriel, un profesor que ayuda a un adolescente (Samuel: Manuel Lozano) a superar la muerte de su abuelo (Paul: Fernando Fernán Gómez). 
En 2006 Guzmán abandonó Aquí no hay quien viva para planear su debut como director de largometrajes, y para participar en abril como motociclista en la Carrera de Albacete, en la cual quedó en vigesimosexto lugar. Un año antes había participado en la carrera de coches 24 horas Ford con fines también benéficos.
En junio de 2007 comenzó a grabar en su nueva serie La familia Mata de Antena 3, junto con Elena Ballesteros y Anabel Alonso, serie que se estrenó el 17 de septiembre de ese año. Un año después, y tras dos temporadas en la serie, se anunciaba su decisión de abandonarla para dedicarse a la preparación del que sería su primer largometraje como director.
En julio de 2008 participó en las 24 horas motociclistas Frigo de Montmeló, formando equipo junto a Pere Llorens, Leo Font y David Remón, como piloto de una Ducati 848 del equipo Ducati Barcelona-RED, obteniendo un meritorio noveno puesto en la clasificación final. 
A finales del año 2008 anuncia que se retira por voluntad propia temporalmente de la interpretación, volviendo en junio de 2014, tras fichar por Telecinco con su nueva serie Anclados, aunque en octubre de 2014 deja la serie por los cambios estructurales de estilo y tono, y es sustituido por el actor español Alfonso Lara.
En febrero de 2015, se incorpora a la serie de la cadena Antena 3 Velvet con el personaje de Lucas. En febrero de 2016 recibió el premio Goya a la mejor dirección novel por la película A cambio de nada. En 2018 pasaba a la dirección escénica con la obra Perfectos desconocidos, de Paolo Genovese, de la que también es adaptador.
El 1 de abril de 2022 se estrenará Canallas, su segundo largometraje como director.

## Filmografía como actor

### Televisión
| Año       | Título                                 | Cadena     | Personaje               | Notas        |
| --------- | -------------------------------------- | ---------- | ----------------------- | ------------ |
| 1994-1995 | Hermanos de Leche                      | Antena 3   | Juan Vicente            | 6 episodios  |
| 1995      | Colegio mayor                          | Telemadrid | Daniel                  | 2 episodios  |
| 1996-1998 | Menudo es mi padre                     | Antena 3   | Juan Vicente            | 25 episodios |
| 1999      | Severo Ochoa: la conquista de un Nobel | La 1       | Severo Ochoa (Joven)    | 2 episodios  |
| 2000      | Compañeros                             | Antena 3   | Rafael Molina           | 2 episodios  |
| 2000-2001 | Policías, en el corazón de la calle    | Antena 3   | Rafael Trujillo         | 45 episodios |
| 2003      | London Street                          | Antena 3   | Paco                    | 4 episodios  |
| 2003-2006 | Aquí no hay quien viva                 | Antena 3   | Roberto Alonso Castillo | 76 episodios |
| 2007-2009 | La familia Mata                        | Antena 3   | Pablo Aguilar           | 26 episodios |
| 2014-2015 | Velvet                                 | Antena 3   | Lucas Ruiz Lagasca      | 4 episodios  |

### Documentales
- Mi firma en las paredes (1990)

### Largometrajes
| Año  | Título                                  | Personaje             | Dirección                   |
| ---- | --------------------------------------- | --------------------- | --------------------------- |
| 1995 | Hola, ¿estás sola?                      | Novio                 | Icíar Bollaín               |
| 1995 | Puede ser divertido                     | Mensajero             | Azucena Rodríguez           |
| 1995 | Éxtasis                                 | Max                   | Mariano Barroso             |
| 1996 | Suerte                                  | Toni                  | Ernesto Tellería            |
| 1997 | Eso                                     | Domingo               | Fernando Colomo             |
| 1997 | Un tour para morir                      | Luigi Simonini        | Jean-Jacques Kahn           |
| 1998 | El grito en el cielo                    | Salva                 | Dunia Ayaso y Félix Sabroso |
| 1998 | Barrio                                  | Chico en bar de copas | Fernando León de Aranoa     |
| 1998 | Una pareja perfecta                     | Terry                 | Francesc Betriu             |
| 1999 | Rewind                                  | Andrés                | Nicolás Muñoz Avia          |
| 2000 | El sueño del caimán                     | Iñaki                 | Beto Gómez                  |
| 2000 | Aunque tú no lo sepas                   | Santi joven           | Juan Vicente Córdoba        |
| 2002 | Cuando todo esté en orden               | Pablo                 | César Martínez Herrada      |
| 2003 | Ausias March                            | Francesc de Vilanova  | Daniel Múgica               |
| 2005 | A golpes                                | Fran                  | Juan Vicente Córdoba        |
| 2005 | Arena en los bolsillos                  | Mateo                 | César Martínez Herrada      |
| 2006 | Mia Sarah                               | Gabriel               | Gustavo Ron                 |
| 2015 | Mi gran noche                           | Policía municipal     | Álex de la Iglesia          |
| 2016 | En tu cabeza (segmento "Cabra y oveja") | Charli                | Kike Maillo                 |
| 2019 | Bajo el mismo techo                     | Álex                  | Juana Macías                |
| 2022 | Canallas                                | Brujo                 | Daniel Guzmán               |

### Cortometrajes
| Año  | Título                | Personaje | Dirección               |
| ---- | --------------------- | --------- | ----------------------- |
| 1994 | Sirenas               | Nieto     | Fernando León de Aranoa |
| 1994 | Maika                 | Amigo 3   | Igor Fioravanti         |
| 1995 | Entre vías            | Kike      | Juan Vicente Córdoba    |
| 1995 | ...Que ciento volando |           | José García Hernández   |
| 1998 | El olor del vientre   | Juan      | Beatriz Castro          |
| 2001 | Tequila.com           |           | Mique Beltrán           |
| 2002 | Inseguridad           |           | Daniel Guzmán           |
| 2002 | O'Donnell 21          | Pedro     | Yoel Dahan              |
| 2022 | Cemento y Acero       | Víctor    | Oriol Villar            |

### Teatro
- Sueño de una noche (1989)
- La zapatera prodigiosa (1989)
- Fronteras (1993)
- La dama boba (1993)
- Peter Pan (1994)
- Yonquis y yanquis (1996)
- Joe Killer (1998)
- Los miércoles no existen (2013)
- Recortes (2015)
- Los tragos de la vida (2016)
- Dos más dos (2017)

## Filmografía como director
- Sueños (2003), cortometraje
- A cambio de nada (2015), largometraje
- Canallas (2022)
- La deuda (2025)

## Premios y candidaturas

### Premios Goya
| Año  | Categoría                     | Película         | Resultado |
| ---- | ----------------------------- | ---------------- | --------- |
| 2015 | Mejor director novel          | A cambio de nada | Ganador   |
| 2015 | Mejor película                | A cambio de nada | Nominado  |
| 2015 | Mejor guion original          | A cambio de nada | Nominado  |
| 2003 | Mejor cortometraje de ficción | Sueños           | Ganador   |

### Unión de Actores y Actrices
| Año  | Categoría                       | Película | Resultado |
| ---- | ------------------------------- | -------- | --------- |
| 1996 | Mejor interpretación revelación | Éxtasis  | Nominado  |

- Semana de Cine de Melilla: 
  - Premio José Sacristán (2022)[5]
  - 3er Premio de Cortometrajes Manuel Carmona Mir por Cemento y Acero (2022)
- Festival de Málaga: 
  - Biznaga de oro por A cambio de nada su primera película como director (2015)
  - Biznaga de Plata Mejor Director
  - Biznaga de Plata Premio de la Crítica
  - Premio del Público (2002)
- Festival de Cine de Alcalá de Henares: 
  - Premio del público del Certamen Pantalla Abierta por A cambio de nada (2015)
- Espiga de Oro Festival Int. de Valladolid: Mejor Cortometraje (2002)